# Juraj Kucka
Juraj Kucka (Bojnice, 26 februari 1987) is een Slowaaks voetballer die bij voorkeur op het middenveld speelt. Kucka debuteerde in 2008 in het Slowaaks voetbalelftal.

## Clubcarrière
Kucka begon in zijn jeugd met voetballen bij Prievidza en vertrok in 2002 naar Radvaň. In 2004 maakte hij de overstap naar ŽP Šport Podbrezová, waar hij in 2005 zijn profdebuut maakte in de 1. slovenská futbalová liga.
Begin 2007 tekende Kucka een contract bij MFK Ružomberok, waar hij zijn opwachting in de Corgoň Liga maakte. In zijn eerste seizoen kwam de middenvelder tot zes wedstrijden. Hij speelde uiteindelijk in twee jaar tijd 49 wedstrijden en maakte acht doelpunten voor Ružomberok. Kucka verkaste  in de tweede helft van het seizoen 2008/09 naar Sparta Praag, waar hij een contract van 3,5 jaar tekende. In het seizoen 2009/10 werd hij landskampioen met Sparta Praag.
Op 9 januari 2011 maakte Kucka per direct de overstap naar Genoa CFC, waar hij een contract voor 4,5 jaar tekende. Tijdens de laatste dag van de transferdeadline, op 31 augustus 2011, werd bekendgemaakt dat een deel van de tranferrechten van de Slowaak was overgedaan aan Inter Milaan. In ruil hiervoor kreeg de ploeg uit Genua een deel van de transferrechten van Emiliano Viviano.
Kucka tekende in augustus 2015 een contract tot medio 2019 bij AC Milan. Dat betaalde circa €3.000.000,- voor hem. Hij maakte zijn debuut op 29 augustus 2015 in een 2–1 thuisoverwinning op Empoli FC. Hij scoorde zijn eerste doelpunt voor AC Milan op 9 januari 2016, de gelijkmaker tegen AS Roma in een 1–1 gelijkspel. Hij kwam uiteindelijk in twee seizoenen tot 59 competitiewedstrijden en 4 doelpunten. Medio 2017 verkocht AC Milan de Slowaak voor ongeveer €5.000.000,- aan de Turkse club Trabzonspor. Hier kwam hij in anderhalf jaar tijd tot 33 competitiewedstrijden en 3 doelpunten.
In januari 2019 keerde hij terug naar Italië om te gaan spelen voor Parma, dat €4.760.000,- betaalde aan de Turken voor de diensten van de middenvelder. In augustus 2021 vertrok hij op huurbasis voor een seizoen naar Watford FC. In 2022 keerde Kucka terug naar Slowakije en tekende bij Slovan Bratislava.

## Statistieken
| Seizoen | Club           | Competitie     | Duels | Goals |
| ------- | -------------- | -------------- | ----- | ----- |
| 2006/07 | MFK Ružomberok | Corgoň Liga    | 6     | 0     |
| 2007/08 | MFK Ružomberok | Corgoň Liga    | 25    | 5     |
| 2008/09 | MFK Ružomberok | Corgoň Liga    | 18    | 3     |
| 2008/09 | Sparta Praag   | Gambrinus liga | 12    | 3     |
| 2009/10 | Sparta Praag   | Gambrinus liga | 20    | 5     |
| 2010/11 | Sparta Praag   | Gambrinus liga | 13    | 3     |
| 2010/11 | Genoa          | Serie A        | 17    | 0     |
| 2011/12 | Genoa          | Serie A        | 26    | 2     |
| 2012/13 | Genoa          | Serie A        | 33    | 3     |
| 2013/14 | Genoa          | Serie A        | 11    | 2     |
| 2014/15 | Genoa          | Serie A        | 34    | 2     |
| 2015/16 | Genoa          | Serie A        | 1     | 0     |
| 2015/16 | AC Milan       | Serie A        | 29    | 1     |
| 2016/17 | AC Milan       | Serie A        | 30    | 3     |
| 2017/18 | Trabzonspor    | Süper Lig      | 25    | 3     |
| 2018/19 | Trabzonspor    | Süper Lig      | 8     | 0     |
| 2018/19 | Parma          | Serie A        | 18    | 4     |
| 2019/20 | Parma          | Serie A        | 26    | 6     |
| 2020/21 | Parma          | Serie A        | 9     | 1     |

Bijgewerkt op 30 november 2020.

## Interlandcarrière
Kucka speelde op 19 november 2008 tegen Liechtenstein, in een vriendschappelijke wedstrijd, zijn eerste interland voor Slowakije. Hij maakte deel uit van onder meer de selectie voor het wereldkampioenschap voetbal 2010. Daarop speelde hij drie wedstrijden, waaronder ook de achtste finale tegen Nederland. Zijn eerste doelpunt in het shirt van Slowakije maakte hij op 10 augustus 2011 tegen Oostenrijk, in een vriendschappelijke ontmoeting die met 1–2 werd gewonnen. Met Slowakije nam Kucka deel aan het Europees kampioenschap voetbal 2016 in Frankrijk. Slowakije werd in de achtste finale uitgeschakeld door Duitsland (0–3). Pekarík werd op 7 juni 2024 door bondscoach Francesco Calzona opgenomen in de Slowaakse selectie voor het EK 2024 in Duitsland. Slowakije eindigde als derde in een groep met Roemenië, België en Oekraïne, waarna het in de achtste finales na een verlenging met 2–1 verloor van Engeland. Kucka kwam op het toernooi in iedere wedstrijd in actie.

## Erelijst
| Kampioen Gambrinus liga | 1× | 2009/10 |
| Tsjechische supercup    | 1× | 2010    |